# Fritz Leese
Fritz Leese (* 6. März 1909 in Soldin; † 19. Oktober 2004 in Gudensberg) war ein deutscher Puppenspieler und Figurentheaterleiter.

## Biographie
Er übte seinen Beruf seit 1928 aus und spielte damals überwiegend in Brandenburg und Ostpreußen. Gastspielreisen führten ihn damals nach Finnland, Estland, Lettland und Litauen.
Nach dem Krieg baute er in Kassel die nach seiner Heimatstadt benannte Soldiner Puppenbühne neu auf. Bis 1957 spielte er dort mit 15 Mitarbeitern, danach gemeinsam mit seiner Frau Elfriede als "Zweipersonentheater" bis zum Jahr 1991.
Leese ließ die Hand- und Stockpuppen für seine Stücke von vielen verschiedenen und bekannten Puppengestaltern schaffen wie zum Beispiel Erich Bemeleit, Fritz Herbert Bross, Hansjürgen Fettig, Jochen Grundmann, Herta Kastner, Lore Lafin oder Wolfgang Kurock.
Er war auch engagiertes Gründungsmitglied im Verband Deutscher Puppentheater e.V., dessen erster Geschäftsführer er von 1968 bis 1977 war. Stets setzte er sich sehr für die intensivere Zusammenarbeit der Kollegen ein.
Ein erstes deutlich herausragendes Ergebnis der Verbandsarbeit war 1973 die Gemeinschaftsinszenierung von Friedrich Dürrenmatts Der Besuch der alten Dame anlässlich der Internationalen Puppenspielwoche in Braunschweig, an der zehn Bühnen mitwirkten. Unter der Regie von Peter Klaus Steinmann spielte Leese darin in denkwürdiger Weise – sowohl verdeckt als auch in offenem Spiel- den Kaufmann Ill, an dem sich die Rache der Cläre Zachanassian (gespielt von Benita Steinmann) erfüllt.
Lange Jahre betreute Fritz Leese die Verbandszeitschrift Puppenspiel-Information redaktionell und druckte sie auch.
1984 wurde er Ehrenmitglied im Verband Deutscher Puppentheater e.V.
Mit seinen Lebenserinnerungen Kann man denn davon leben…? - ein Puppenspieler erzählt  liefert Leese ein gleichzeitig spannendes und anschauliches Bild der Zeitgeschichte.